# بروس دينز
بروس دينز (بالإنجليزية: Bruce Deans)‏ هو لاعب اتحاد الرغبي نيوزيلندي، ولد في 25 نوفمبر 1960 في شيفيوت ‏ في نيوزيلندا.

## وصلات خارجية
- بروس دينز عل موقع إسبنسكروم (الإنجليزية)